# Debian Live

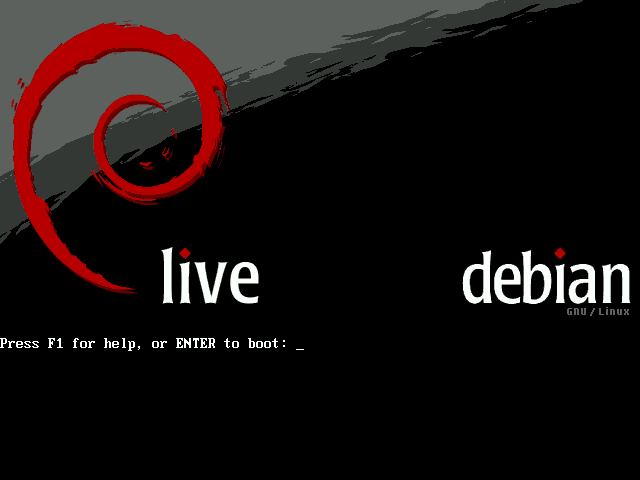
Debian Liveの起動時の画面

Debian Liveはインストールや事前の設定なしにリムーバブルメディアから起動できるDebianオペレーティングシステムである。サポートされているリムーバブルメディアにはCDやDVD、USBフラッシュメモリ (Live USB) がある。
通例、ユーザはCDかDVD、USBフラッシュメモリからブートメディアを選択する必要があり、多くの場合、ハードウェアは自動的に認識される。ネットワーク上にDHCPサーバがある場合、ネットワークのパラメータは自動的に設定される。
Debian Liveでは、システム全体においてユーザが利用しやすくなるようなパーソナライゼーションが可能である。利用する言語の設定だけではなく、インストールされるパッケージやグラフィカルユーザインタフェースのタイプ、デスクトップの壁紙、コンピュータの休止時のスクリーンセーバーなどをカスタマイズすることができる。ユーザは自分で互換性のあるプログラムを追加することもできる。

## インストーラー
インストーラーはDebianインストーラーよりもユーザーフレンドリーなCalamaresが採用されている。